# Christian Friedrich Schönbein
Christian Friedrich Schönbein (Metzing (Württemberg), 1799. október 18. – Baden-Baden, 1868. augusztus 29.) német kémikus.

## Életútja
14 éves korában egy kémiai gyárban állott be, később azonban Tübingenben és Erlangenben természettudományokkal foglalkozott. 1824-25-ben tanár volt Keilhauban (Rudolstadt mellett), ezután beutazta Franciaországot és Angliát és 1828-ban a baseli egyetemen a kémia tanárává lett. Tanulmányozta a vas passzivitását, 1840-ben felfedezte az ózont és ennek tüzetesebb tanulmányozása közben a lőgyapotot és a kollodiumot.

## Munkája
- Beiträge zur physikalischen Chemie (1844)